# Grécia nos Jogos Olímpicos de Inverno de 1968
A Grécia competiu nos Jogos Olímpicos de Inverno de 1968, em Grenoble, na França.